# タタ・ワンキャット

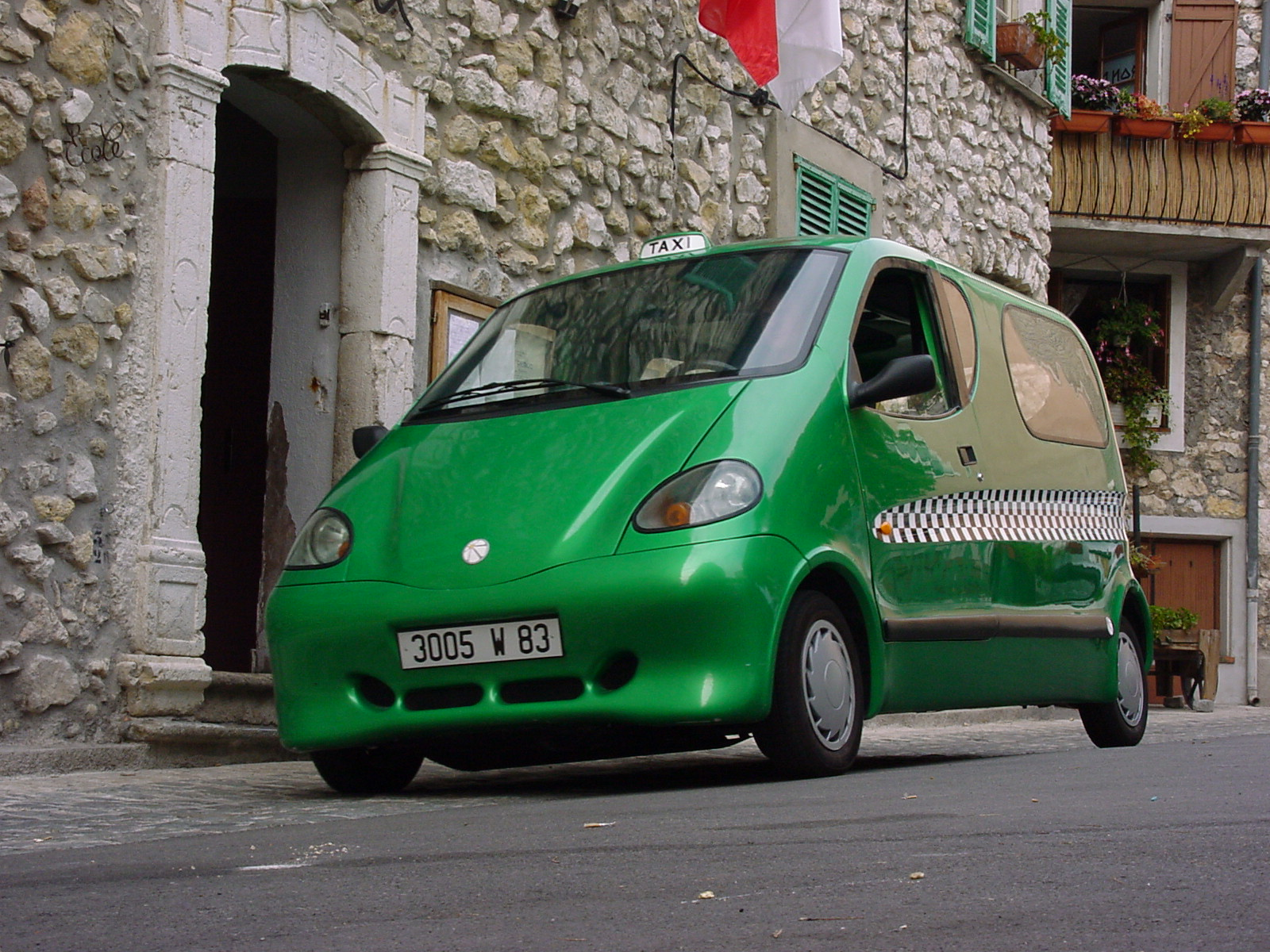
Tata/MDI OneCAT

タタ・ワンキャット (Tata OneCAT) は、2008年2月に発表されたインドのタタ・モーターズとルクセンブルクのMDIが開発中の圧縮空気自動車である。
炭素繊維強化プラスチック製のタンクに充填された圧縮空気によって4時間の走行が可能である。スタンドに設置されたコンプレッサーによって、3分間でタンクを満タンにすることができる。さらに長距離用に内燃エンジンを補助動力として搭載したハイブリッドモデルも存在する。ボディはファイバーグラス製である。
ワンキャットは5シーター車で、200リッターのトランクを備えている。満タン時、都市部の90キロメートル圏内を時速100キロで走行することができる。
価格帯はインドのような開発途上国の顧客に手の届く($5,100から$7,800)を予定している。インドに次いで、スペインとオーストラリアの市場に向けた空気自動車の生産も計画されている。
2012年2月、タタ自動車は2012年8月に同車のリリースを発表した。
2017年２月、ニュースにてタタ'AirPod'を2020年には生産する予定だと報じられたが2020年4月現在において生産はなされていない。

## リンク
- MDI
- Tata Motors
- CATvolution.com - a fan website
- automobileguruexperts.blogspot.com - a technically detailed article
- The OneCAT at the 2008 NY Auto Show - from CATvolution.com